# かわらけ谷横穴墓群

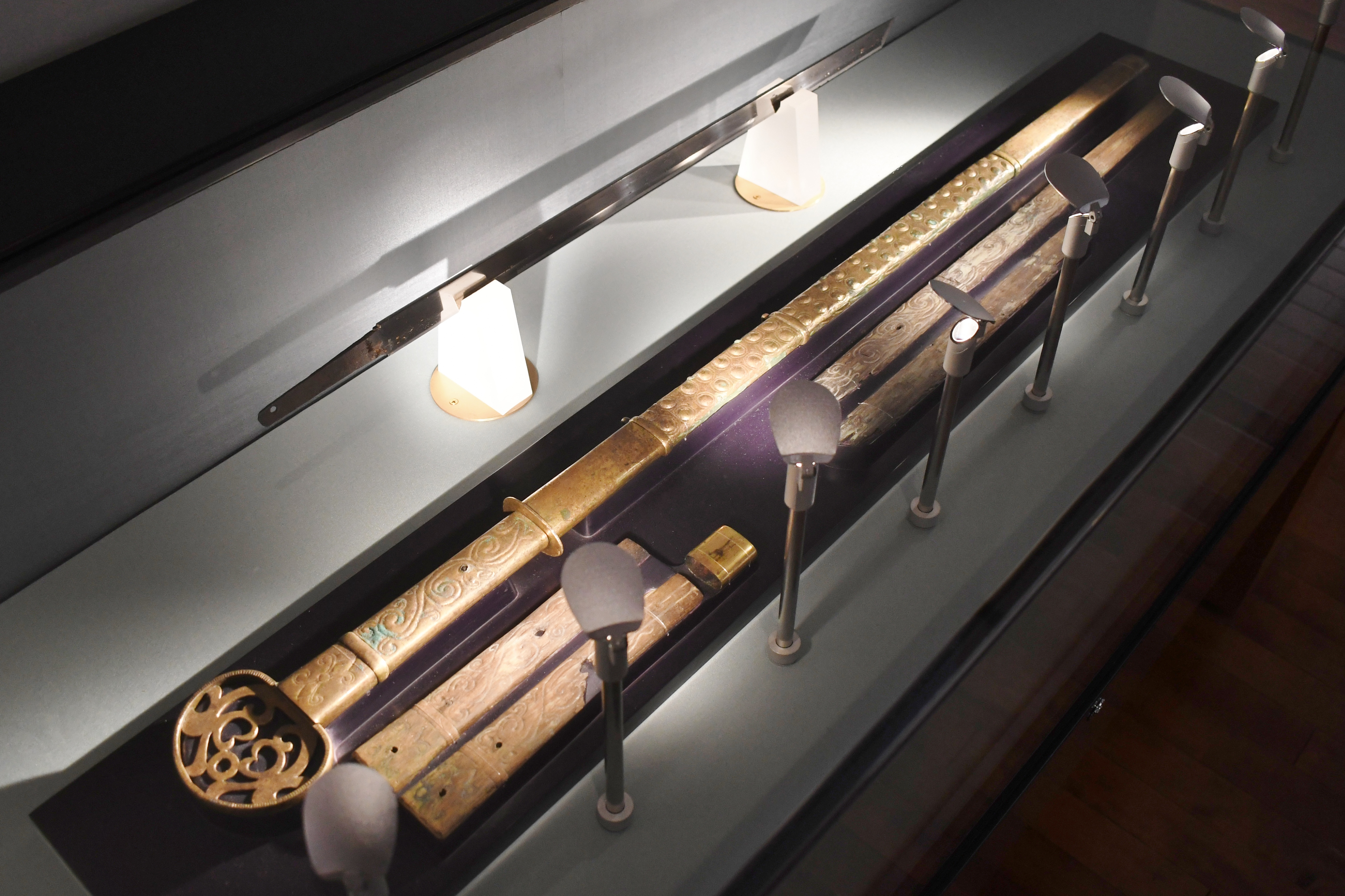
金銅装双龍環頭大刀（国の重要文化財）島根県立古代出雲歴史博物館展示。

かわらけ谷横穴墓群（かわらけだにおうけつぼぐん/よこあなぼぐん、かわらけ谷横穴群）は、島根県安来市植田町字河原毛谷・字西谷にある横穴墓群。史跡指定はされていない。出土環頭大刀は国の重要文化財に指定されている。

## 概要

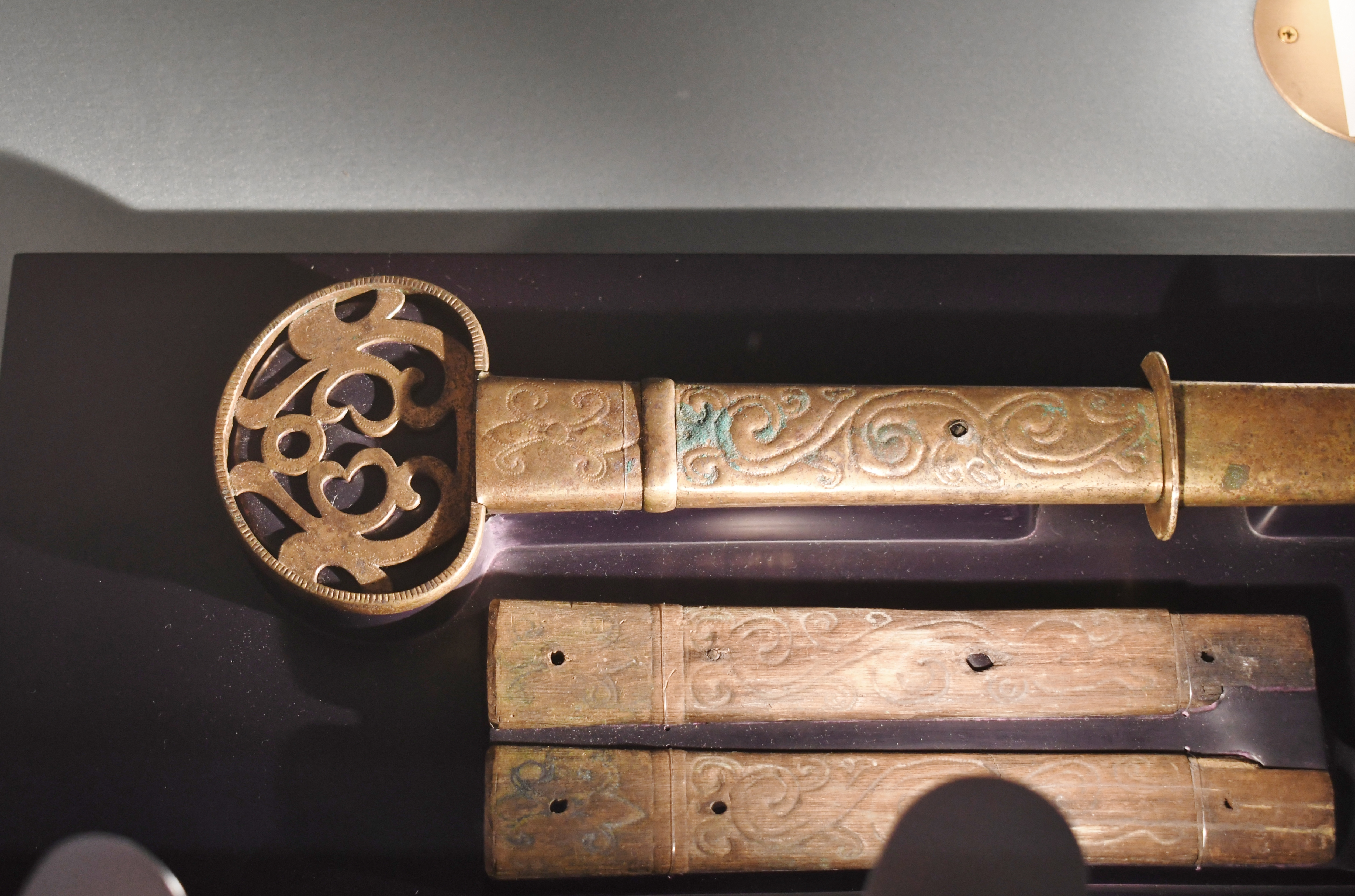
環頭部

島根県東部、飯梨川西岸の低丘陵斜面に営まれた横穴墓群である。一帯は出雲東部でも有数の古墳・横穴墓の密集地になる。1925年（大正14年）に盗掘で環頭大刀が出土し、1999-2000年度（平成11-12年度）に確認調査が実施されている。
横穴墓は4支群17穴以上からなる。環頭大刀が出土した横穴墓は所在が失われており、現在の横穴墓のいずれかは特定に至っていない。考証では、全長3.45メートルを測り、玄室は家形で長さ2.5メートル・最大幅3.4メートル・高さ2.1メートルとされる。玄室奥壁の正面にさらに長さ0.55メートルの通路をつけた奥に、長さ1.1メートル・幅1.5メートルの副室を設けており、玄室右壁沿いに須恵器片を敷いた屍床を設ける。盗掘で出土した金銅装双龍環頭大刀は、稀にみる良好な保存状態でほぼ完存しており、古墳時代後期の代表的な装飾大刀として重要視される。横穴墓群の時期は、古墳時代後期-終末期の6世紀末-7世紀代とみられる。
出土環頭大刀は1958年（昭和33年）に国の重要文化財に指定されている。

## 遺跡歴
- 1925年（大正14年）、盗掘。環頭大刀が出土（現在は島根県立古代出雲歴史博物館保管）[1]。
- 1958年（昭和33年）2月8日、出土環頭大刀が国の重要文化財に指定。
- 1999-2000年度（平成11-12年度）、現地・大刀の調査（島根県教育委員会、2001年に報告）。

## 文化財

### 重要文化財（国指定）
- 金銅荘環頭大刀 刀身共（考古資料）
長さ1.06メートルの双龍環頭大刀。金銅装の環頭には銅板に退化型式の双龍を透かし彫りする。鞘木・柄木の大部分は腐らずに原型をとどめており、柄・鞘にも金銅板を巻いて、柄には唐草文様を、鞘には2列の珠文を打つ[3]。島根県立古代出雲歴史博物館保管。1958年（昭和33年）2月8日指定。

## 関連施設
- 島根県立古代出雲歴史博物館（出雲市大社町杵築東） - かわらけ谷横穴墓群の出土環頭大刀を保管・展示。

## 関連文献
（記事執筆に使用していない関連文献）
- 『かわらけ谷横穴墓群の研究』島根県教育委員会〈島根県古代文化センター調査研究報告書10〉、2001年。
- 平尾良光・齋籐美奈子・谷水雅治「島根県かわらけ谷古墳から出土した金銅装双龍環頭大刀飾りの鉛同位体比」『古代文化研究』第14号、島根県教育委員会、2006年3月、25-31頁。 - リンクは島根県ホームページ。